# Columbarium (Cochem)

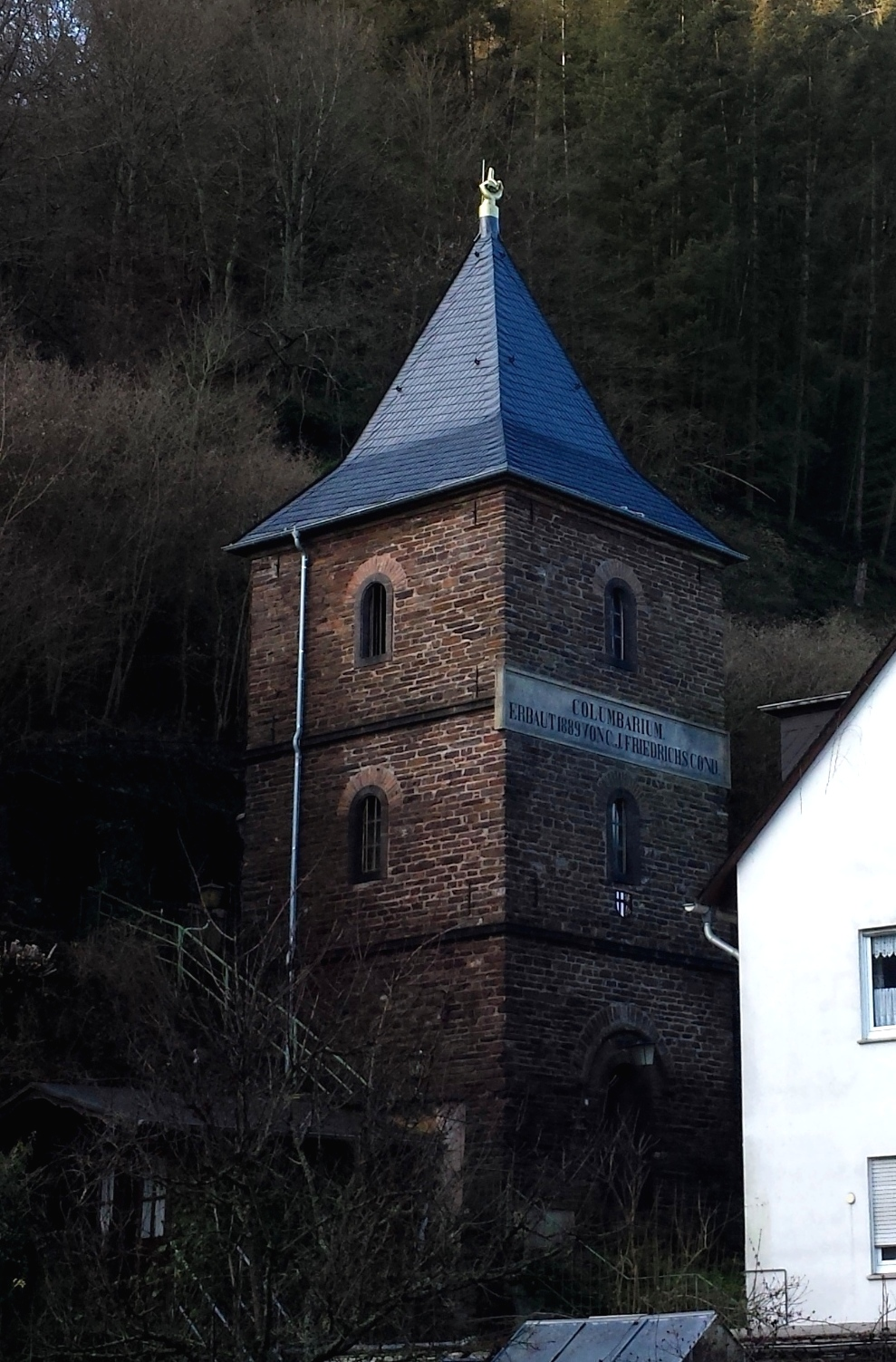
Columbarium (Cochem) im Oberen Weg 9

Das Columbarium, auch fälschlich als Schwurhandturm bezeichnet, ist ein denkmalgeschütztes Gebäude in Cochem. Der dreigeschossige Turm ist als massiver Bruchsteinbau ausgeführt. Das Gebäude wurde 1889 durch Carl Joseph Friedrichs (1831–1916) errichtet.

## Geschichte

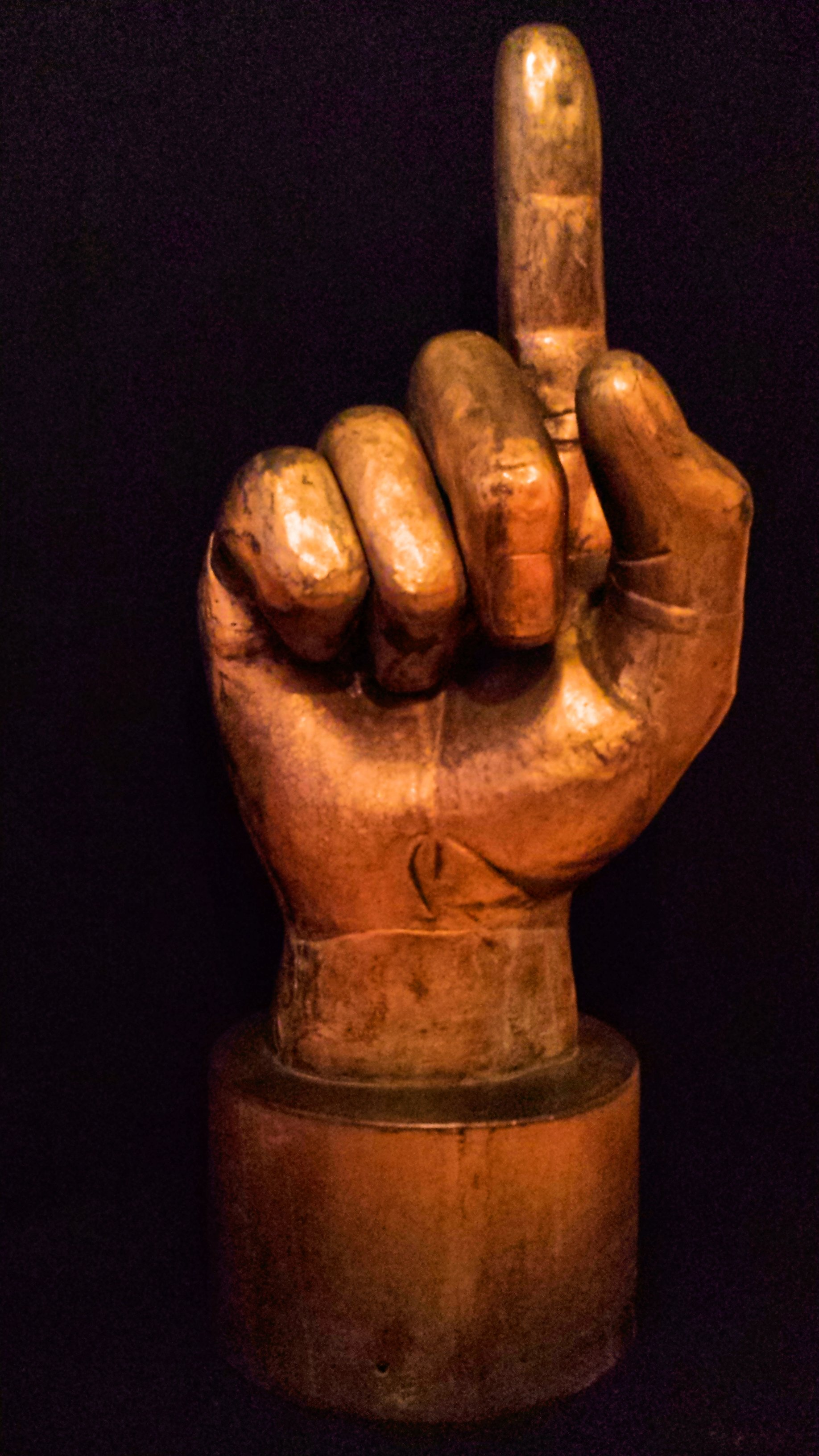
Mahnhand

Der Turm wurde durch den in Cochem-Cond geborenen Carl Joseph Friedrichs (1831–1916) erbaut. Friedrichs ging 1850 von Wittlich nach Amerika und wurde dort während des Montana Gold Rush als Goldgräber vermögend, um dann 1866 wieder nach Deutschland zurückzukehren.
Der Turm im Oberen Weg wird seit dem 16. Dezember 2019 wieder durch ein mit Naturschiefer gedecktes Pyramidendach und die original erhaltene „Mahnhand“ geziert, was letztmals, so wird es angenommen, zu Beginn der 1930er Jahre der Fall war. Der Turm mit seiner „Mahnhand“ diente wahrscheinlich als Mahnung an dessen erste Ehefrau Betty, geb. Hirsch (1850–1926) und einen ihrer älteren Brüder. Der Bruder Ferdinand Hirsch (* 1838) lieh sich kurz vor der Abreise Friedrichs’ im September 1866 aus Helena in Montana, nachdem dieser spektakuläre Goldfunde während des Montana Gold Rushs gemacht hatte, ca. 10.000 Dollar. Jedoch zahlte er dieses Geld nie zurück.
Friedrichs ging nach seiner Ankunft im Winter des Jahres 1866 zu dessen Vater Bernhard Hirsch (1807–1885) in Cochem, um das Geld zurückzubekommen. Dort verliebte er sich in dessen jüngste Tochter Betty und heiratete sie. Einen Tag vor der Hochzeit am 26. September 1867 hatte ihr Vater dem Bräutigam noch einen Ehevertrag über einen kurz zuvor von ihm erworbenen „Immobiliarkomplex“ in Meiningen im Wert von 90.000 Mark vorgelegt, den dieser bedenkenlos unterschrieb. Als sich Betty am 15. Oktober 1881 in Wollishofen bei Zürich von ihm scheiden ließ, musste Friedrichs ihr diese 90.000 Mark (Stand 2016: ca. 639.000 €) für das inzwischen veräußerte Objekt auszahlen.

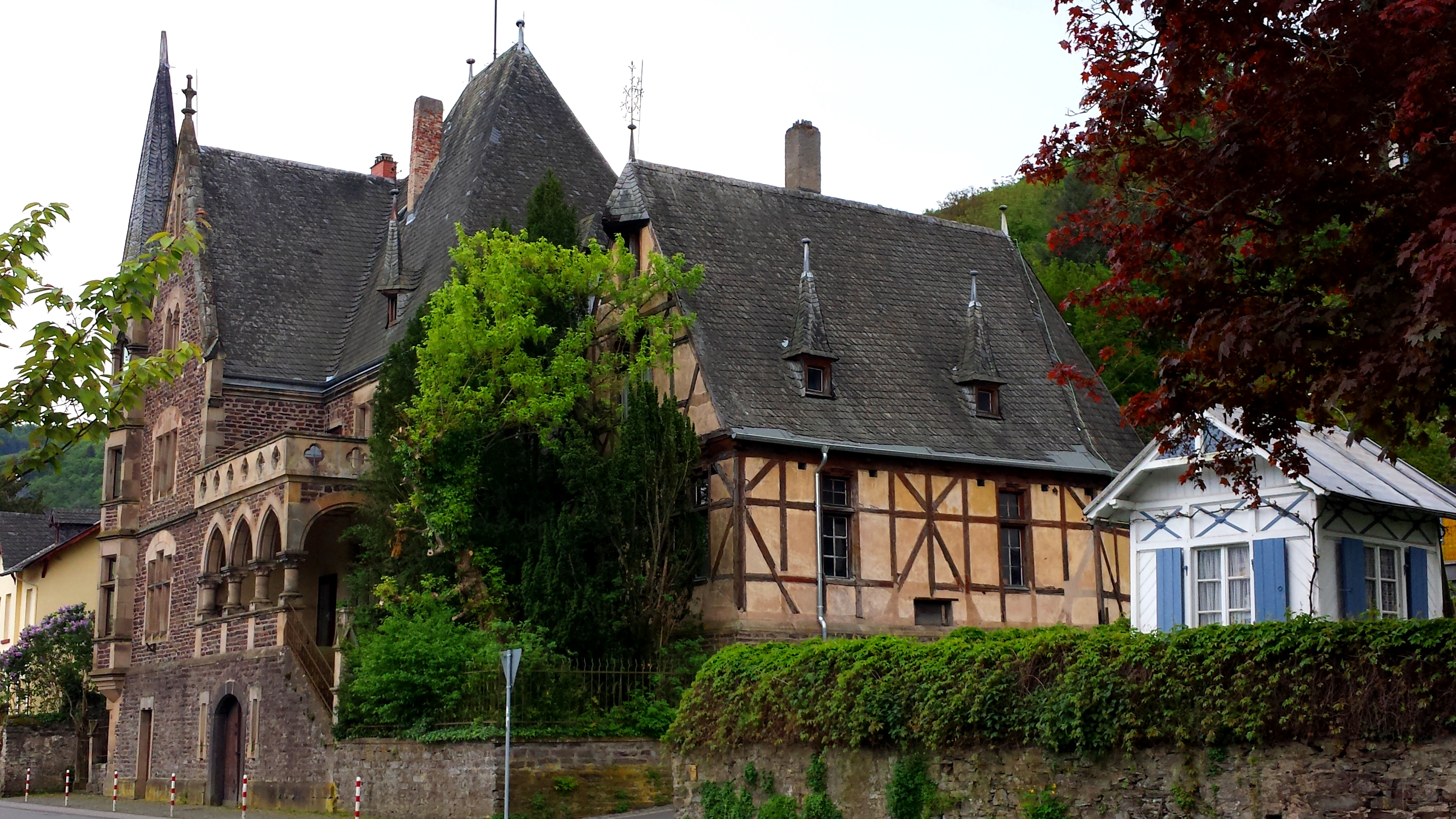
Villa Cochem Moselpromenade 60

Nachdem Betty im Jahre 1882 erneut geheiratet und mit ihrem zweiten Ehemann Johann Josef Schunck in den Jahren 1884/1885 eine romantische Winzervilla in Cochem hatte bauen lassen, erwarb Friedrichs in ganz unmittelbarer Nähe zur Villa Ende August 1885 ein Grundstück. Zwar veräußerte das Ehepaar Schunck seine Villa im Oktober 1888 und zog nach Bonn, jedoch ließ Friedrichs in den Jahren 1889/1890 den Turm bauen und die Spitze durch die „Mahnhand“ zieren.
Eine Inschrift auf der Vorderseite des Turmes zeigt in großen Buchstaben folgende Worte:
COLUMBARIUM ERBAUT 1889 VON C.J.FRIEDRICHS COND.

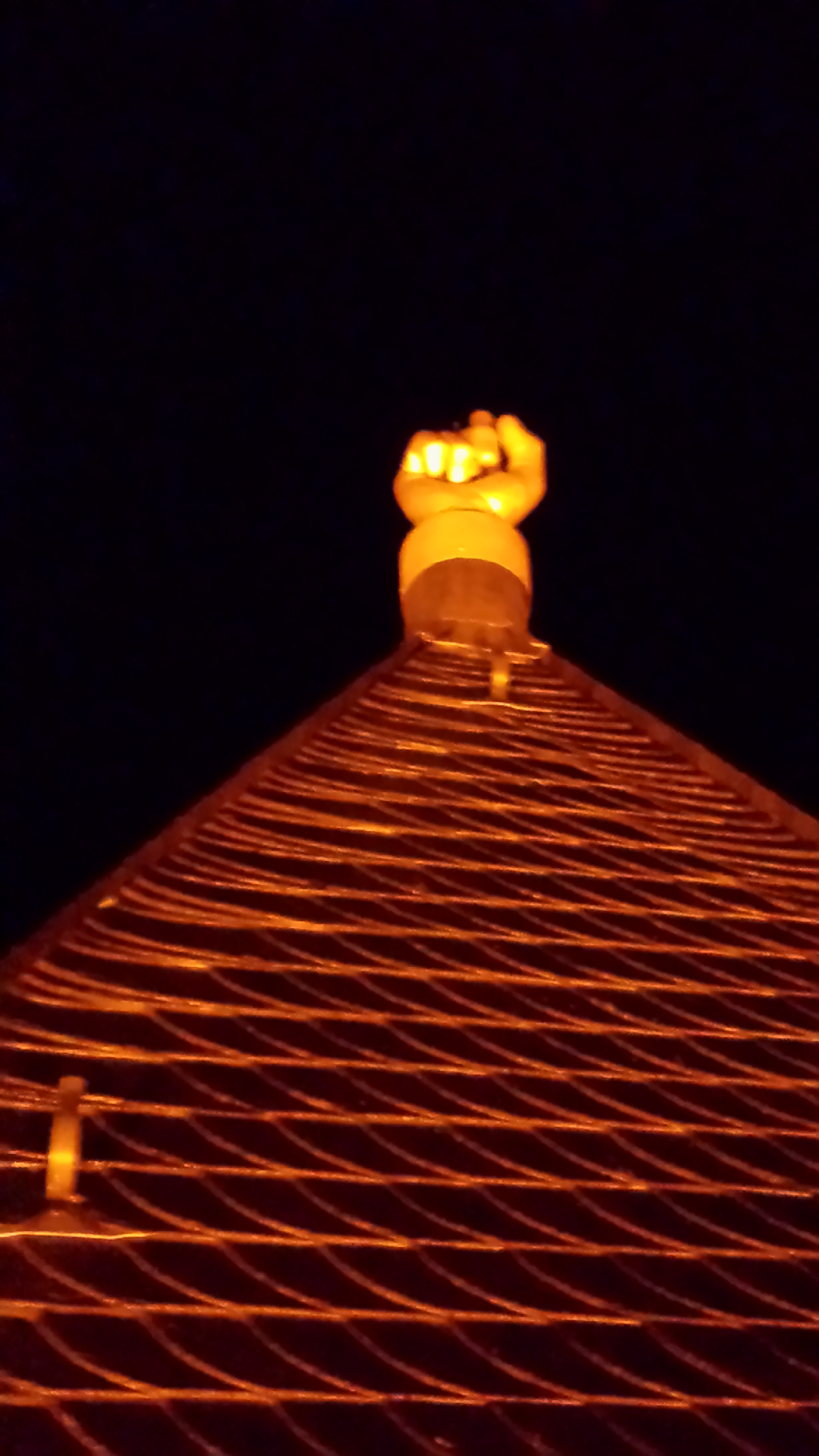
Mahnhand auf dem Columbarium

Die Mahnhand, fälschlicherweise als Schwurhand bezeichnet, besteht aus Kupferblech, ist ca. 1,05 m groß und 0,7 m breit und wiegt 13,1 kg. Dass die Hand heute in goldener Farbe erscheint, liegt an einem Anstrich, der als dauerhafter Schutz vor Korrosion aufgetragen wurde. Als man den Turm 1928 erstmals öffnete, fand man darin eine lebensgroße weiße Christusstatue aus Carrara-Marmor. Der Eigentümer, der älteste Sohn Friedrichs, Reg. Medizinalrat Alphons Friedrichs (* 10. Oktober 1867 in Meiningen), überließ sie der Gemeinde Cond, die sie in der Kriegergedächtniskapelle im ehemaligen Kirchturm der St. Remacluskirche aufstellen ließ.
Die Hand ließ man vermutlich um das Jahr 1932 vom Dach des Turms abnehmen. Als das Grundstück mit dem darauf befindlichen Turm in den 1960er Jahren ein weiteres Mal veräußert wurde, nahm der neue Eigentümer die Dachkonstruktion ab, da das Dach in keinem guten Zustand mehr war.

## Restaurierung
Die Restaurierung des ursprünglichen Pyramidendachs mit Schiefereindeckung wurde zwischen September und Dezember 2019 auf Initiative des Buchautors Stephan Tournay (Die Mahnhand von Cochem) und des Eigentümers Günter Zenz durchgeführt. Die notwendige Rekonstruktion des Holzdachstuhls, die Eindeckung des Dachs mit Schiefer und die Installation der „Mahnhand“ an der Turmspitze wurde von den Brüdern und Dachdeckermeistern Stefan und Christoph Marx aus Cochem durchgeführt. Die Baugenehmigung war vom rheinland-pfälzischen Landesdenkmalamt mit Wirkung zum 22. März 2019 erteilt worden. Die Baukosten für das gesamte Bauvorhaben betrugen ca. 30.000 €, die ausschließlich aus privaten Mitteln finanziert wurden.